# Nyânkh-Hathor
Nyânkh-Hathor serait la fille de Djéser, roi de la IIIe dynastie, et peut-être de la reine Hétephernebty. 

## Attestation
La princesse n'est attestée qu'une seule fois : elle est représentée uniquement sur un fragment d'un bloc faisant partie à l'origine du sanctuaire construit par Djéser à Héliopolis ; sur ce bloc, elle est représentée derrière les jambes de son royal père, ses bras entourant ces dernières dans un geste d'affection, sa (demi?)-sœur Initkaes et la mère de cette dernière Hétephernebty étant quant à elle représentées devant les jambes du roi. Le bloc est aujourd'hui au Musée égyptologique de Turin.
Le nom de la princesse est fortement endommagé ; le nom de Nyânkh-Hathor est une proposition de Ann Macy Roth.

## Sépulture
Nyânkh-Hathor a peut-être été enterrée dans l'une des galeries orientales numérotées I à V situées sous la pyramide de Djéser, elles semblent en effet avoir servi à enterrer des membres de la famille royale.